# 永井淑子
永井 淑子（ながい としこ、1982年5月28日 - ）は日本の女性アナウンサー、ボイストレーナー、ナレーター。ショップチャンネルキャスト。神奈川県平塚市出身。

## 略歴
- 2005年3月 - 成城大学文芸学部卒業[1]。
- 2005年4月 - テレビユー福島契約アナウンサー。
- 2006年12月 - テレビユー福島との契約を解除。
- 2007年4月 - 茨城放送（現在のLuckyFM茨城放送）契約アナウンサー。
- 2009年3月 - 茨城放送との契約を終了。
- 2009年4月 - フリー[2]。
- 2015年2月 - ショップチャンネルにキャストとして入社[3]。

## 人物
成城大学文芸学部時代に地元のケーブルテレビ湘南チャンネルリポーターを経験した。
2005年4月、テレビユー福島に契約アナウンサーとして入社した（同期には藁谷麻美）。夕方のローカルニュース番組「イブニング・シックス」等の報道番組を担当した。
2006年12月、テレビユー福島との契約を解除した。出演は大晦日夕方の「JNNイブニング・ニュース」内のローカルニュースが最後となった。
声を活かした仕事に就こうと、2007年4月、茨城放送に契約アナウンサーとして入社した。芦川愛子（茨城放送アナウンサーからフリーアナウンサーに転向）に代わる若手のホープとして期待される。芦川に雰囲気やしゃべり方が似ていることから、茨城放送では「芦川愛子2世」、「ポスト芦川愛子」などの異名をつけられた。ナレーションを極めようと、ボイストレーナーの宮崎絢子に師事した。
2009年3月、茨城放送との契約を終了後はフリーとなる。ボイストレーナーとなり、本好きに育てる“魔法の読み聞かせ”「永井式メソッド」を考案し、声優学校などで指導にあたる。
2015年2月、ショップチャンネルにキャストとして入社した。

## 出演番組

### テレビユー福島
- DO!エイト ユアセルフ
- 学校が好き!
- イブニング・シックス
- ニッポン県民性発表SP2
- グーテン
- ふるさとクッキング 地産地消のすすめ - 『TUF 永井淑子』と表記されていたが、契約終了前に収録。

### 茨城放送
- 阿部重典のアットマーク（木・金曜日担当アシスタント、2007年4月5日 - ）
- 日産イブニングウェーブ（月曜日担当パーソナリティー、2007年4月2日 - ）